# Caroline Bonaparte

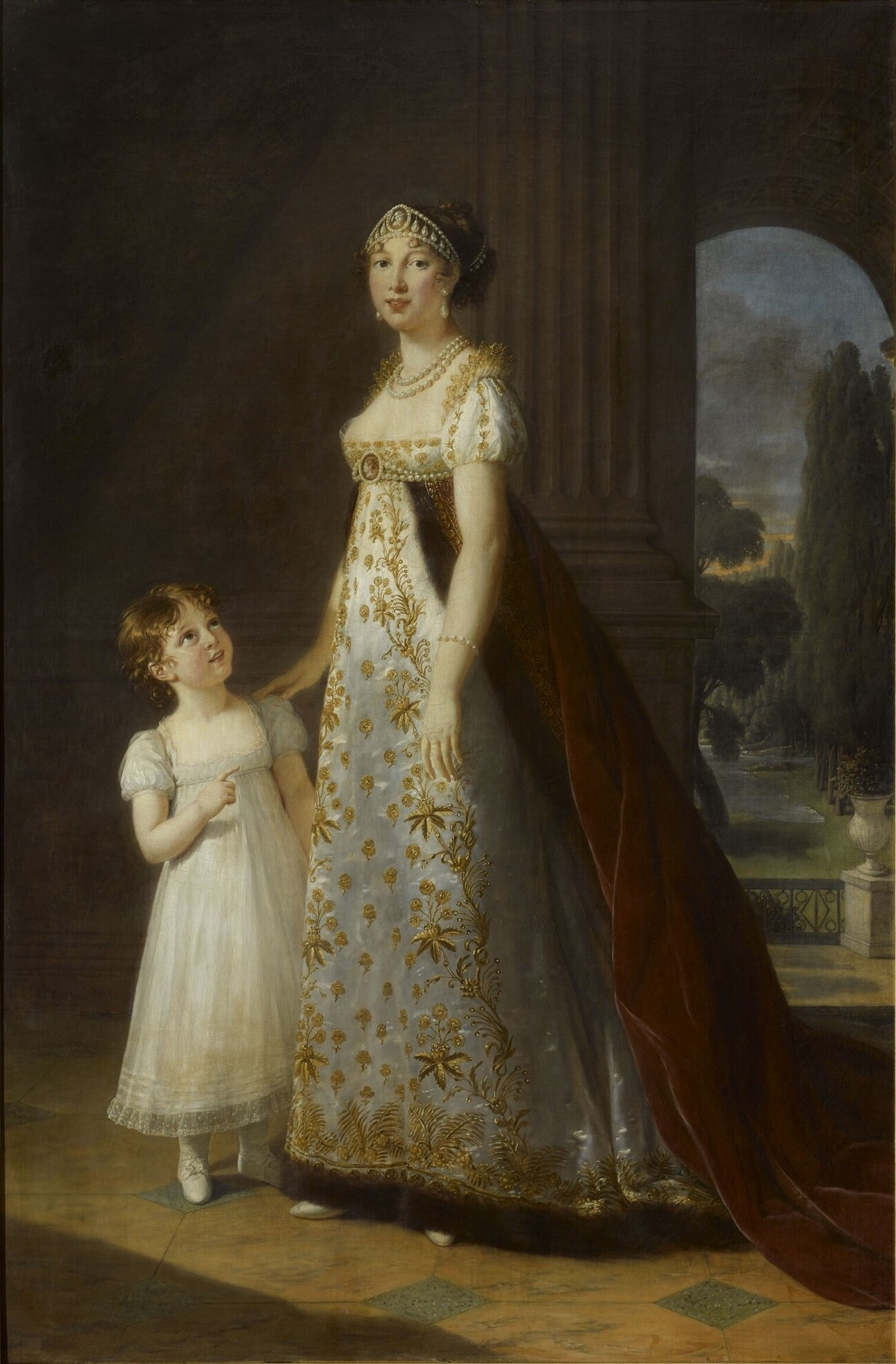
Élisabeth Vigée-Lebrun: Caroline als 25-jährige Großherzogin von Berg mit ihrer Tochter, der Prinzessin Laetitia, 1807

Caroline Murat geb. Bonaparte (* 25. März 1782 in Ajaccio, Korsika; † 18. Mai 1839 in Florenz), eigentlich Maria Annunziata Carolina Buonaparte war Königin von Neapel und die jüngste Schwester von Napoléon Bonaparte.

## Kindheit und Jugend

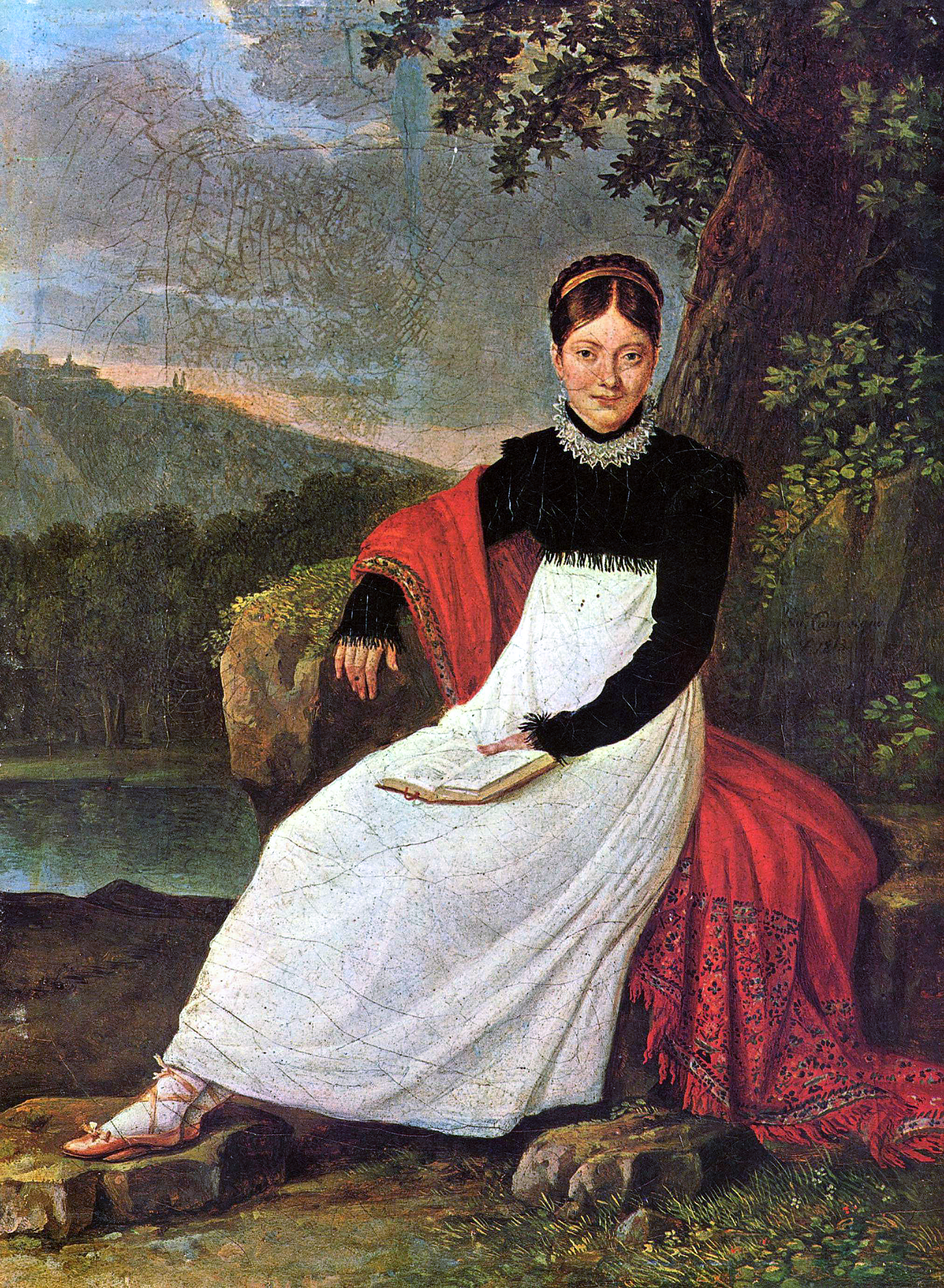
Giuseppe Cammarano: Königin Caroline in Neapel, 1813

Caroline Bonaparte wurde als siebtes von insgesamt acht Kindern von Carlo Buonaparte und Laetitia Ramolino geboren. Die Familie gehörte zum korsischen Kleinadel und war seit dem 16. Jahrhundert auf der Insel Korsika ansässig. Die acht Bonaparte-Geschwister wuchsen auf Korsika unter französischer Besatzung auf. 1793 floh die Familie nach Frankreich. Napoleon konnte mittlerweile auf eine erfolgreiche Karriere in der französischen Armee blicken. Seine Familie lebte auf dem französischen Festland nun an seiner Seite. Vorerst ließ sich die Familie in Marseille nieder.
Immer wieder besuchten die Geschwister Napoleon auf seinen Feldzügen bzw. Hauptquartieren. So kam es, dass Caroline 1797 in Napoleons Quartier in Mombello General Joachim Murat kennen lernte. Die beiden verliebten sich ineinander; doch Napoleon, der nach dem Tod des Vaters die Rolle des Familienoberhauptes eingenommen hatte, verbot die Eheschließung der beiden. Als Napoleon als General nach Paris umsiedelte, folgte ihm seine Familie. Caroline wurde auf die Mädchenschule St. Germain geschickt, wo sie von Madame Campan ausgebildet wurde. 1799 änderte sie offiziell, wie all ihre anderen Geschwister, ihren Vornamen. Aus Maria Annunziata Carolina Buonaparte wurde Caroline Bonaparte.

## Ehe
Nach dem Staatsstreich des 18. Brumaire VIII, bei dem sich Murat in Napoleons Augen hervorgetan hatte, und durch die Fürsprache von Josephine Bonaparte gab Napoleon den beiden doch die Zustimmung zur Eheschließung. Am 20. Januar 1800 heirateten Caroline und Joachim auf Schloss Mortefontaine. Zwei Jahre darauf holte sich das Ehepaar den kirchlichen Segen. Insgesamt bekam das Paar vier Kinder, wobei Caroline darauf spekulierte, dass eines ihrer Kinder die Nachfolge des kinderlosen Napoleon antreten würde.
Talleyrand urteilte über Carolines Ehrgeiz: „Ein Kopf wie Cromwell auf dem Körper einer schönen Frau.“
Sowohl Caroline als auch Murat pflegten Affären mit unterschiedlichen Partnern. Caroline hatte u. a. eine Affäre mit Metternich, der zu diesem Zeitpunkt österreichischer Botschafter in Paris war. Von dieser Affäre erhoffte sich Caroline vor allem politische Vorteile.

## Herzogin
1805 gewann Napoleon im Feldzug gegen Österreich und Russland das Großherzogtum Kleve und Berg und übertrug es 1806 seinem Gefolgsmann Murat. Zu dieser Zeit hatte das Großherzogtum, mit der Hauptstadt Düsseldorf, 320.000 Einwohner, durch eine Gebietsvergrößerung ein Jahr später stieg die Zahl auf fast eine Million. Während seiner zweijährigen Regierung als Herzog war Joachim insgesamt nur vier Monate vor Ort anwesend. Caroline war mit dem neuen Titel, der ihr bloß die Anrede königliche Hoheit verlieh, nicht zufrieden, da einige ihrer Geschwister mittlerweile von Napoleon bereits die Königswürde verliehen bekommen hatten. Während des Spanienfeldzuges hofften Joachim und Caroline auf die spanische Königskrone, da Joachim der Oberbefehlshaber der Truppen in Madrid war. Allerdings verlieh Napoleon die spanische Krone an seinen älteren Bruder Joseph, der dafür sein Königreich Neapel abgeben musste, das 1808 Murat übertragen wurde.

## Königin von Neapel

Wappen der Caroline Murat geb. Bonaparte

Als Königin von Neapel musste Caroline ihren Titel als Herzogin sowie die dazugehörigen Besitztümer abgeben. Als Königin hatte sie dennoch keine entscheidende Machtposition. Erst als Joachim 1812 am Russlandfeldzug teilnahm, wurde sie zur Regentin erhoben. Zwischen den Murats und Napoleon kam es in dieser Zeit immer wieder zu Konflikten, da Napoleon Murat nicht die Rolle eines Souveräns, sondern lediglich die eines Statthalters zubilligte. Aufgrund hielt sich Caroline viel in Paris auf, um zwischen den Fronten zu vermitteln. Das Königspaar erwies sich als gut für den Staat. Durch ihre Minister und gute Beratung konnten die Staatsschulden behoben und die Infrastruktur ausgebaut werden. Caroline entwickelte sich zu einer Mäzenin der Künste, vor allem der Archäologie. Auch ihrer finanziellen Unterstützung war es zu verdanken, dass die Ausgrabungen von Pompeji vorangebracht wurden.
Die Geburt von Napoleon II. zerstörte ihre Hoffnung, dass ihr ältester Sohn Napoléon Achille Murat ihrem Bruder nachfolgen könnte. So verbündete sie sich mit Napoleons Feind, Clemens von Metternich, der nach der Herrschaft der hundert Tage vergeblich versuchte, Murats Thron zu retten.
Das Verhältnis zwischen Joachim Murat und Napoleon spitzte sich in den weiteren Jahren immer mehr zu. Vor allem der Russlandfeldzug führte zu stärkeren Konflikten. Murat nahm nach dem desaströsen Feldzug Kontakt zum Wiener Hof auf, um mit Franz II. über den Schutz seines Königreiches zu verhandeln. Ob Caroline von diesen Verhandlungen wusste, ist nicht überliefert. Allerdings nahm sie 1813 selbst Kontakt zum Wiener Hof auf, um selbige Situation zu klären. Der Wiener Hof forderte von den Murats, dass sie sich nicht nur neutral in den europäischen politischen Konflikten verhielten, sondern sich gegen Napoleon wandten und zu den Alliierten übertraten. 1814 reiste der österreichische Gesandte Graf Adam Albert von Neipperg nach Neapel, um dem Königspaar ein Ultimatum zu stellen. Sollten sie nicht in ein Bündnis mit den Alliierten eintreten, rücke Österreich mit seiner Italienarmee in das Königreich Neapel ein. Fouché war ebenfalls in Neapel und versuchte den Seitenwechsel zu verhindern, aber von einer Lossagung von Frankreich zu überreden. Caroline setzte sich schließlich durch und das Bündnis mit Österreich wurde am 11. Januar 1814 offiziell geschlossen. Joachim Murat erklärte daraufhin Frankreich den Krieg und schickte Truppen in einem Scheinkrieg gegen die Italienarmee Eugène de Beauharnais’, des Stiefsohns Napoleons aus erster Ehe. Der Verrat der Murats stieß auf große Kritik, viele waren enttäuscht und wandten sich von ihnen ab.
Nach Napoleons Abdankung 1814 und seinem Exil auf Elba wurde das Königreich Neapel zum Treffpunkt französischer Exilanten. Während der 100-Tage-Herrschaft Napoleons kämpfte Joachim Murat wieder an dessen Seite. Caroline übernahm währenddessen erneut die Regentschaft. Joachims Rückkehr an Napoleons Seite bedeutete den Bruch für das Bündnis mit Österreich. Trotz des Bündnisbruchs suchte Caroline 1815, als Neapel geplündert wurde, Schutz in Österreich. Dort wurde ihr von der Regierung erlaubt, sich in Triest als „Gräfin von Lipona“ (Anagramm von Napoli) niederzulassen. In Triest wartete sie auf ihren Ehemann, der selbst im Königreich Neapel-Sizilien einen gescheiterten Restaurationsversuch unternahm und am 13. Oktober 1815 in Pizzo in Kalabrien auf Anordnung des Bourbonenkönigs Ferdinand IV. standrechtlich erschossen wurde.

## Leben im Exil
Auf dem Wiener Kongress wurde bestimmt, dass die Mitglieder der Familie Bonaparte ihre Titel und Besitztümer zurückgeben mussten. Außerdem wurde festgelegt, dass sie das französische Staatsgebiet verlassen und von da an im Exil leben mussten. Für Caroline bedeutete dies, dass sie nicht zurück nach Neapel oder Frankreich, insbesondere Paris konnte. Sie lebte von nun an in Österreich. Dort erwarb sie das Schloss Frohsdorf bei Wien. In den nächsten fünf Jahren residierte sie dort mit ihrem neuen Lebensgefährten General Francesco Macdonald (1777–1837), der 1814/15 Kriegsminister Murats in Neapel gewesen war und den sie 1830 heiratete. 1820 kam es in Neapel zu Unruhen, wofür Caroline von König Ferdinand IV. verantwortlich gemacht wurde. Daraufhin war sie regelmäßigen Durchsuchungen ausgesetzt und die Regelungen wurden verstärkt. Auch der Tod Napoleons 1821 brachte für Caroline keine Verbesserung ihres Exils. Erst die Intervention von Metternich brachte Lockerungen in ihr Leben. Auf sein Wirken hin durfte sie sich in Triest niederlassen. Weiterhin verlangte Caroline die Rückgabe ihrer ehemaligen Besitzungen und Vermögenswerte, welche ihr von Frankreich und Neapel verweigert wurden. Durch einen Anteil am Erbe ihrer Schwester Pauline verbesserte sich ihre Lage.
Der Thronwechsel 1830 in Frankreich brachte der Familie Bonaparte deutliche Verbesserungen, Louis-Philippe lockerte die Sanktionen. Den bonapartistischen Strömungen dieser Zeit sich entgegensetzend, wollte der Monarch die Familie nicht zu Märtyrern erheben. Für Caroline erreichte der König am Wiener Hof, dass sie sich in Florenz niederlassen durfte, wo sich auch ein Teil ihrer Familie aufhielt. Trotzdem hatte sie wenig Kontakt zu ihren Geschwistern; mit der Familie von Jérôme war sie zerstritten. 1838 durfte Caroline wieder nach Frankreich einreisen. In Paris versuchte sie erneut die Herausgabe ihrer Güter zu bewirken, worauf sich die französische Regierung weiterhin nicht einließ. Dennoch zahlte die Regierung ihr eine jährliche Rente von 100.000 Francs. Während ihrer Abwesenheit verstarb in Florenz ihr zweiter Ehemann. Am 18. Mai 1839 starb sie mit 57 Jahren in Florenz, wie ihr Vater und ihr Bruder Napoleon, an Magenkrebs. Mit ihrem Bruder Jérôme hatte sie sich vor ihrem Tod wieder versöhnt, ebenso einige Jahre zuvor mit ihrer 1837 verstorbenen Schwägerin Hortense. Caroline ist in der Ognissanti-Kirche in Florenz begraben.

## Rezeption
Die negative Rezeption zu ihrer Person entstand bereits zu ihren Lebzeiten. Durch die Affäre mit Junot im frühen napoleonischen Kaiserreich zog sich Caroline den Unmut von Junots Ehefrau Laurette zu. Laurette zählte zu den Hauptverantwortlichen, die nach dem Zusammenbruch des Kaiserreichs ein negatives Bild von ihr verbreiteten. In ihren Memoiren prägte sie das Bild von Caroline nachhaltig.

## Beschreibung
Ihre Tochter Louise Murat beschrieb sie folgendermaßen:
„Sie war eher klein als groß und ein wenig füllig. Ihre Haut war so blendend weiß, dass ihre Schultern in Abendkleidern aussahen, als wären sie in weißen Atlas gehüllt. Meine Mutter hatte weder die regelmäßigen Gesichtszüge noch die Makellosigkeit der Linien, die ihre ältere Schwester Pauline auszeichneten, mit der sie so oft verglichen worden ist. […] aber meine Mutter gefiel, obwohl weniger vollkommen, ebenso, ja vielleicht noch mehr wegen ihrer natürlichen Anmut, ihrer Liebenswürdigkeit und ihrer Eleganz. Sie hatte mandelförmig geschnittene, samtige Augen und einen sanften, gütigen Blick. Ihre Hände und Füße waren klein und von seltener Fehlerlosigkeit, sie waren wirklich das schönste an ihr.“

## Nachkommen
- Napoléon Achille Murat (1801–1847), ⚭ 1826 Catherine Willis
- Marie Laetitia Josephine Annonciade Murat (1802–1859), ⚭ 1823 Marchese Guido-Taddeo Pepoli
- Napoléon Lucien Murat (1803–1878), ⚭ 1831 Caroline Georgina Fraser, mit der er fünf Kinder hatte
- Louise Julie Murat (1805–1889), ⚭ Conte Giulio Rasponi

## Abstammung
|                                              |                                              |                                              |                                              |                                              |                                              |  |  |                                                |                                                |                                                |                                                |                                                |                                                |  |  | Sebastiano Nicolo Buonaparte ⚭ Maria Anna Tusoli | Sebastiano Nicolo Buonaparte ⚭ Maria Anna Tusoli | Sebastiano Nicolo Buonaparte ⚭ Maria Anna Tusoli | Sebastiano Nicolo Buonaparte ⚭ Maria Anna Tusoli | Sebastiano Nicolo Buonaparte ⚭ Maria Anna Tusoli | Sebastiano Nicolo Buonaparte ⚭ Maria Anna Tusoli |  |  | Giuseppe Maria Paravisini ⚭ Anna Maria Salineri | Giuseppe Maria Paravisini ⚭ Anna Maria Salineri | Giuseppe Maria Paravisini ⚭ Anna Maria Salineri | Giuseppe Maria Paravisini ⚭ Anna Maria Salineri | Giuseppe Maria Paravisini ⚭ Anna Maria Salineri | Giuseppe Maria Paravisini ⚭ Anna Maria Salineri |  |  | Giovanni-Agostino Ramolino ⚭ Angela-Maria Peri | Giovanni-Agostino Ramolino ⚭ Angela-Maria Peri | Giovanni-Agostino Ramolino ⚭ Angela-Maria Peri | Giovanni-Agostino Ramolino ⚭ Angela-Maria Peri | Giovanni-Agostino Ramolino ⚭ Angela-Maria Peri | Giovanni-Agostino Ramolino ⚭ Angela-Maria Peri |  |  | Giuseppe Pietrasanta ⚭ Maria-Giuseppe Malerba                       | Giuseppe Pietrasanta ⚭ Maria-Giuseppe Malerba                       | Giuseppe Pietrasanta ⚭ Maria-Giuseppe Malerba                       | Giuseppe Pietrasanta ⚭ Maria-Giuseppe Malerba                       | Giuseppe Pietrasanta ⚭ Maria-Giuseppe Malerba                       | Giuseppe Pietrasanta ⚭ Maria-Giuseppe Malerba                       |  |  |                                  |                                  |                                  |                                  |                                  |                                  |  |  |                                                      |                                                      |                                                      |                                                      |                                                      |                                                      |  |  |  |  |  |  |  |  |  |  |  |  |  |  |  |  |  |  |  |  |  |  |  |  |
|                                              |                                              |                                              |                                              |                                              |                                              |  |  |                                                |                                                |                                                |                                                |                                                |                                                |  |  | Sebastiano Nicolo Buonaparte ⚭ Maria Anna Tusoli | Sebastiano Nicolo Buonaparte ⚭ Maria Anna Tusoli | Sebastiano Nicolo Buonaparte ⚭ Maria Anna Tusoli | Sebastiano Nicolo Buonaparte ⚭ Maria Anna Tusoli | Sebastiano Nicolo Buonaparte ⚭ Maria Anna Tusoli | Sebastiano Nicolo Buonaparte ⚭ Maria Anna Tusoli |  |  | Giuseppe Maria Paravisini ⚭ Anna Maria Salineri | Giuseppe Maria Paravisini ⚭ Anna Maria Salineri | Giuseppe Maria Paravisini ⚭ Anna Maria Salineri | Giuseppe Maria Paravisini ⚭ Anna Maria Salineri | Giuseppe Maria Paravisini ⚭ Anna Maria Salineri | Giuseppe Maria Paravisini ⚭ Anna Maria Salineri |  |  | Giovanni-Agostino Ramolino ⚭ Angela-Maria Peri | Giovanni-Agostino Ramolino ⚭ Angela-Maria Peri | Giovanni-Agostino Ramolino ⚭ Angela-Maria Peri | Giovanni-Agostino Ramolino ⚭ Angela-Maria Peri | Giovanni-Agostino Ramolino ⚭ Angela-Maria Peri | Giovanni-Agostino Ramolino ⚭ Angela-Maria Peri |  |  | Giuseppe Pietrasanta ⚭ Maria-Giuseppe Malerba                       | Giuseppe Pietrasanta ⚭ Maria-Giuseppe Malerba                       | Giuseppe Pietrasanta ⚭ Maria-Giuseppe Malerba                       | Giuseppe Pietrasanta ⚭ Maria-Giuseppe Malerba                       | Giuseppe Pietrasanta ⚭ Maria-Giuseppe Malerba                       | Giuseppe Pietrasanta ⚭ Maria-Giuseppe Malerba                       |  |  |                                  |                                  |                                  |                                  |                                  |                                  |  |  |                                                      |                                                      |                                                      |                                                      |                                                      |                                                      |  |  |  |  |  |  |  |  |  |  |  |  |  |  |  |  |  |  |  |  |  |  |  |  |
|                                              |                                              |                                              |                                              |                                              |                                              |  |  |                                                |                                                |                                                |                                                |                                                |                                                |  |  | Giuseppe Maria Buonaparte                        | Giuseppe Maria Buonaparte                        | Giuseppe Maria Buonaparte                        | Giuseppe Maria Buonaparte                        | Giuseppe Maria Buonaparte                        | Giuseppe Maria Buonaparte                        |  |  | Maria Saveria Paravisini                        | Maria Saveria Paravisini                        | Maria Saveria Paravisini                        | Maria Saveria Paravisini                        | Maria Saveria Paravisini                        | Maria Saveria Paravisini                        |  |  | Giovanni Geronimo Ramolino                     | Giovanni Geronimo Ramolino                     | Giovanni Geronimo Ramolino                     | Giovanni Geronimo Ramolino                     | Giovanni Geronimo Ramolino                     | Giovanni Geronimo Ramolino                     |  |  | Angela Maria Pietrasanta Giuseppe Pietrasanta                       | Angela Maria Pietrasanta Giuseppe Pietrasanta                       | Angela Maria Pietrasanta Giuseppe Pietrasanta                       | Angela Maria Pietrasanta Giuseppe Pietrasanta                       | Angela Maria Pietrasanta Giuseppe Pietrasanta                       | Angela Maria Pietrasanta Giuseppe Pietrasanta                       |  |  |                                  |                                  |                                  |                                  |                                  |                                  |  |  |                                                      |                                                      |                                                      |                                                      |                                                      |                                                      |  |  |  |  |  |  |  |  |  |  |  |  |  |  |  |  |  |  |  |  |  |  |  |  |
|                                              |                                              |                                              |                                              |                                              |                                              |  |  |                                                |                                                |                                                |                                                |                                                |                                                |  |  | Giuseppe Maria Buonaparte                        | Giuseppe Maria Buonaparte                        | Giuseppe Maria Buonaparte                        | Giuseppe Maria Buonaparte                        | Giuseppe Maria Buonaparte                        | Giuseppe Maria Buonaparte                        |  |  | Maria Saveria Paravisini                        | Maria Saveria Paravisini                        | Maria Saveria Paravisini                        | Maria Saveria Paravisini                        | Maria Saveria Paravisini                        | Maria Saveria Paravisini                        |  |  | Giovanni Geronimo Ramolino                     | Giovanni Geronimo Ramolino                     | Giovanni Geronimo Ramolino                     | Giovanni Geronimo Ramolino                     | Giovanni Geronimo Ramolino                     | Giovanni Geronimo Ramolino                     |  |  | Angela Maria Pietrasanta Giuseppe Pietrasanta                       | Angela Maria Pietrasanta Giuseppe Pietrasanta                       | Angela Maria Pietrasanta Giuseppe Pietrasanta                       | Angela Maria Pietrasanta Giuseppe Pietrasanta                       | Angela Maria Pietrasanta Giuseppe Pietrasanta                       | Angela Maria Pietrasanta Giuseppe Pietrasanta                       |  |  |                                  |                                  |                                  |                                  |                                  |                                  |  |  |                                                      |                                                      |                                                      |                                                      |                                                      |                                                      |  |  |  |  |  |  |  |  |  |  |  |  |  |  |  |  |  |  |  |  |  |  |  |  |
|                                              |                                              |                                              |                                              |                                              |                                              |  |  |                                                |                                                |                                                |                                                |                                                |                                                |  |  |                                                  |                                                  |                                                  |                                                  |                                                  |                                                  |  |  |                                                 |                                                 |                                                 |                                                 |                                                 |                                                 |  |  |                                                |                                                |                                                |                                                |                                                |                                                |  |  |                                                                     |                                                                     |                                                                     |                                                                     |                                                                     |                                                                     |  |  |                                  |                                  |                                  |                                  |                                  |                                  |  |  |                                                      |                                                      |                                                      |                                                      |                                                      |                                                      |  |  |  |  |  |  |  |  |  |  |  |  |  |  |  |  |  |  |  |  |  |  |  |  |
|                                              |                                              |                                              |                                              |                                              |                                              |  |  |                                                |                                                |                                                |                                                |                                                |                                                |  |  |                                                  |                                                  |                                                  |                                                  |                                                  |                                                  |  |  |                                                 |                                                 |                                                 |                                                 |                                                 |                                                 |  |  |                                                |                                                |                                                |                                                |                                                |                                                |  |  |                                                                     |                                                                     |                                                                     |                                                                     |                                                                     |                                                                     |  |  |                                  |                                  |                                  |                                  |                                  |                                  |  |  |                                                      |                                                      |                                                      |                                                      |                                                      |                                                      |  |  |  |  |  |  |  |  |  |  |  |  |  |  |  |  |  |  |  |  |  |  |  |  |
|                                              |                                              |                                              |                                              |                                              |                                              |  |  |                                                |                                                |                                                |                                                |                                                |                                                |  |  |                                                  |                                                  |                                                  |                                                  |                                                  |                                                  |  |  | Carlo Buonaparte                                | Carlo Buonaparte                                | Carlo Buonaparte                                | Carlo Buonaparte                                | Carlo Buonaparte                                | Carlo Buonaparte                                |  |  | Letizia Ramolino                               | Letizia Ramolino                               | Letizia Ramolino                               | Letizia Ramolino                               | Letizia Ramolino                               | Letizia Ramolino                               |  |  |                                                                     |                                                                     |                                                                     |                                                                     |                                                                     |                                                                     |  |  |                                  |                                  |                                  |                                  |                                  |                                  |  |  |                                                      |                                                      |                                                      |                                                      |                                                      |                                                      |  |  |  |  |  |  |  |  |  |  |  |  |  |  |  |  |  |  |  |  |  |  |  |  |
|                                              |                                              |                                              |                                              |                                              |                                              |  |  |                                                |                                                |                                                |                                                |                                                |                                                |  |  |                                                  |                                                  |                                                  |                                                  |                                                  |                                                  |  |  | Carlo Buonaparte                                | Carlo Buonaparte                                | Carlo Buonaparte                                | Carlo Buonaparte                                | Carlo Buonaparte                                | Carlo Buonaparte                                |  |  | Letizia Ramolino                               | Letizia Ramolino                               | Letizia Ramolino                               | Letizia Ramolino                               | Letizia Ramolino                               | Letizia Ramolino                               |  |  |                                                                     |                                                                     |                                                                     |                                                                     |                                                                     |                                                                     |  |  |                                  |                                  |                                  |                                  |                                  |                                  |  |  |                                                      |                                                      |                                                      |                                                      |                                                      |                                                      |  |  |  |  |  |  |  |  |  |  |  |  |  |  |  |  |  |  |  |  |  |  |  |  |
|                                              |                                              |                                              |                                              |                                              |                                              |  |  |                                                |                                                |                                                |                                                |                                                |                                                |  |  |                                                  |                                                  |                                                  |                                                  |                                                  |                                                  |  |  |                                                 |                                                 |                                                 |                                                 |                                                 |                                                 |  |  |                                                |                                                |                                                |                                                |                                                |                                                |  |  |                                                                     |                                                                     |                                                                     |                                                                     |                                                                     |                                                                     |  |  |                                  |                                  |                                  |                                  |                                  |                                  |  |  |                                                      |                                                      |                                                      |                                                      |                                                      |                                                      |  |  |  |  |  |  |  |  |  |  |  |  |  |  |  |  |  |  |  |  |  |  |  |  |
|                                              |                                              |                                              |                                              |                                              |                                              |  |  |                                                |                                                |                                                |                                                |                                                |                                                |  |  |                                                  |                                                  |                                                  |                                                  |                                                  |                                                  |  |  |                                                 |                                                 |                                                 |                                                 |                                                 |                                                 |  |  |                                                |                                                |                                                |                                                |                                                |                                                |  |  |                                                                     |                                                                     |                                                                     |                                                                     |                                                                     |                                                                     |  |  |                                  |                                  |                                  |                                  |                                  |                                  |  |  |                                                      |                                                      |                                                      |                                                      |                                                      |                                                      |  |  |  |  |  |  |  |  |  |  |  |  |  |  |  |  |  |  |  |  |  |  |  |  |
| Joseph (König von Neapel, König von Spanien) | Joseph (König von Neapel, König von Spanien) | Joseph (König von Neapel, König von Spanien) | Joseph (König von Neapel, König von Spanien) | Joseph (König von Neapel, König von Spanien) | Joseph (König von Neapel, König von Spanien) |  |  | Napoleon (Erster Konsul, Kaiser der Franzosen) | Napoleon (Erster Konsul, Kaiser der Franzosen) | Napoleon (Erster Konsul, Kaiser der Franzosen) | Napoleon (Erster Konsul, Kaiser der Franzosen) | Napoleon (Erster Konsul, Kaiser der Franzosen) | Napoleon (Erster Konsul, Kaiser der Franzosen) |  |  | Lucien (Französischer Innenminister)             | Lucien (Französischer Innenminister)             | Lucien (Französischer Innenminister)             | Lucien (Französischer Innenminister)             | Lucien (Französischer Innenminister)             | Lucien (Französischer Innenminister)             |  |  | Louis (König von Holland)                       | Louis (König von Holland)                       | Louis (König von Holland)                       | Louis (König von Holland)                       | Louis (König von Holland)                       | Louis (König von Holland)                       |  |  | Jérôme (König von Westphalen)                  | Jérôme (König von Westphalen)                  | Jérôme (König von Westphalen)                  | Jérôme (König von Westphalen)                  | Jérôme (König von Westphalen)                  | Jérôme (König von Westphalen)                  |  |  | Elisa (Fürstin von Lucca und Piombino und Großherzogin der Toskana) | Elisa (Fürstin von Lucca und Piombino und Großherzogin der Toskana) | Elisa (Fürstin von Lucca und Piombino und Großherzogin der Toskana) | Elisa (Fürstin von Lucca und Piombino und Großherzogin der Toskana) | Elisa (Fürstin von Lucca und Piombino und Großherzogin der Toskana) | Elisa (Fürstin von Lucca und Piombino und Großherzogin der Toskana) |  |  | Pauline (Herzogin von Guastalla) | Pauline (Herzogin von Guastalla) | Pauline (Herzogin von Guastalla) | Pauline (Herzogin von Guastalla) | Pauline (Herzogin von Guastalla) | Pauline (Herzogin von Guastalla) |  |  | Caroline (Großherzogin von Berg, Königin von Neapel) | Caroline (Großherzogin von Berg, Königin von Neapel) | Caroline (Großherzogin von Berg, Königin von Neapel) | Caroline (Großherzogin von Berg, Königin von Neapel) | Caroline (Großherzogin von Berg, Königin von Neapel) | Caroline (Großherzogin von Berg, Königin von Neapel) |  |  |  |  |  |  |  |  |  |  |  |  |  |  |  |  |  |  |  |  |  |  |  |  |

## In Film und Fernsehen
In der Miniserie Napoleon von Yves Simoneau wird Caroline Bonaparte von Marie Bäumer gespielt.